# Souvrství

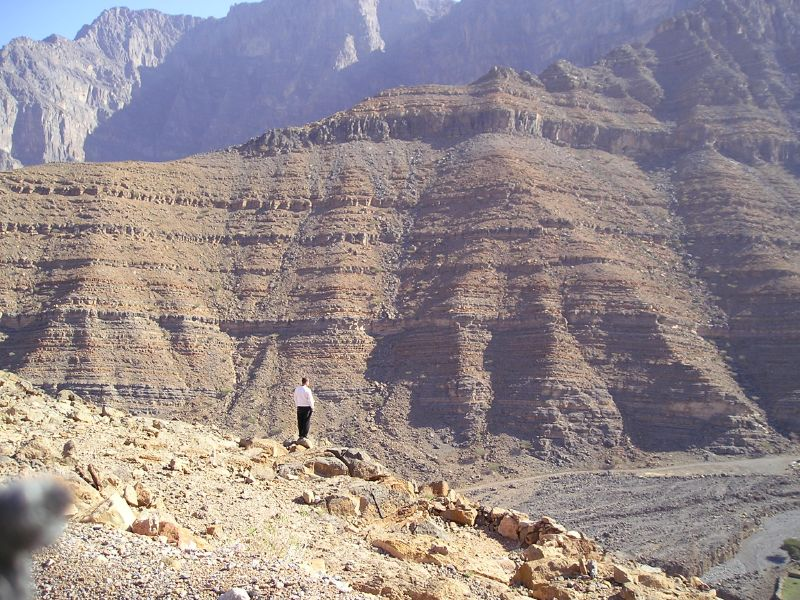
Souvrství sedimentů v Dubaji

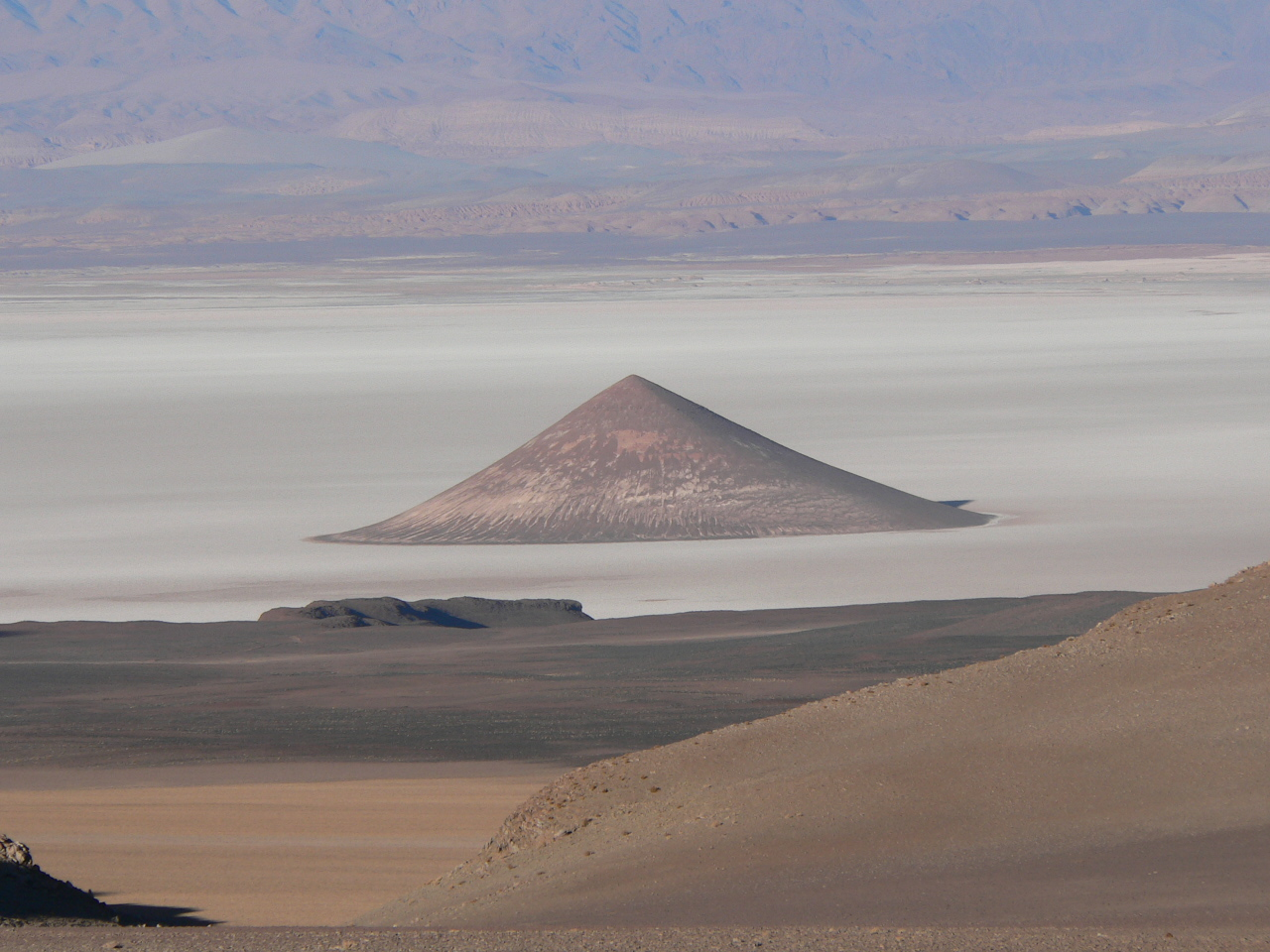
Cono de Arita en Salta (Argentina).

Souvrství je geologický termín, znamenající soubor vrstev sedimentů, nebo vulkanitů vzniklých ve stejných podmínkách. Horniny souvrství mají porovnatelnou litologii, spadají ke stejným faciím nebo mají podobné vlastnosti. Souvrství se nevyčleňují na základě své hrubosti, takže celková hrubost dvou různých souvrství může být výrazně odlišná. Souvrství je základní jednotkou litostratigrafie. Nižší jednotkou je člen, vyšší je skupina.
Definici souvrství zlehčuje geologům porovnávání vrstev na větší vzdálenosti, mezi odkryvy. Souvrství původně představovala horniny určitých geologických období, jejichž relativní věk byl určen pomocí zkamenělin a pravidel superpozice. V dnešním vnímání nejsou souvrství definována jako horniny určitého časového období, ale jako horniny s charakteristickou litologií, kterou určovalo sedimentační prostředí. V některých případech mohlo totiž stejné prostředí setrvat na určitém místě i stovky milionů let, což daleko přesahuje možnosti biostratigrafie, která se využívá k určování věku zkameněliny. Příkladem může být Hammersley Basin v Austrálii, kde se nachází sled proterozoických hornin, které se usazovaly 1,2 miliardy let, přičemž 300 milionů let trvalo usazení jen jedné geologické jednotky – páskovaných železných rud a břidlic.